# 아케아이촌
아케아이촌(明合村)은 미에현 아노군에 있던 촌이다. 현재의 쓰시의 북부, 안노강 중류 우안에 해당한다.

## 역사
- 1889년 4월 1일 - 정촌제 시행에 의해 아노군 아케아이촌이 성립하였다.
- 1955년 1월 15일 - 스구리촌, 아노촌, 구사와촌과 합병해 아노촌이 성립하여,  동일 아케아이촌은 폐지되었다.

## 교통

### 철도
- 아노 철도
  - 본선 (1944년 중단, 1972년 폐지)

## 참고문헌
- 가도카와 일본 지명 대사전 24 三重県